# Фантанеле (Прахова)
Фантанеле (рум. Fântânele) насеље је у Румунији у округу Прахова у општини Фантанеле. Oпштина се налази на надморској висини од 135 m.

## Становништво
Према подацима из 2011. године у насељу је живело 2340 становника.